# میخائیل نیکولایویچ اسمیرنوف
میخائیل نیکولایویچ اسمیرنوف (روسی: Михаил Николаевич Смирнов؛ ۱۸۸۱ – ۱۹۵۷) بازیکن فوتبال اهل روسیه بود.
وی همچنین در تیم ملی فوتبال امپراتوری روسیه بازی کرده‌است.